# Nguyễn Văn Tiến (kiểm sát viên)
Nguyễn Văn Tiến là kiểm sát viên cao cấp Việt Nam. Ông giữ chức vụ Viện trưởng Viện kiểm sát nhân dân tỉnh Hà Tĩnh từ ngày 1 tháng 4 năm 2014 đến ngày 1 tháng 4 năm 2018.

## Tiểu sử
Ngày 25 tháng 3 năm 2014, Nguyễn Văn Tiến, Phó Viện trưởng Viện kiểm sát nhân dân tỉnh Hà Tĩnh, được Viện trưởng Viện kiểm sát nhân dân tối cao Việt Nam Nguyễn Hòa Bình trao quyết định bổ nhiệm giữ chức vụ Viện trưởng Viện kiểm sát nhân dân tỉnh Hà Tĩnh kể từ ngày 1 tháng 4 năm 2014 đến ngày 1 tháng 4 năm 2018 thay cho ông Hồ Văn Giáp nghỉ hưu trí.
Ngày 3 tháng 4 năm 2016, Nguyễn Văn Tiến được trao quyết định bổ nhiệm chức danh kiểm sát viên cao cấp.